# Євпаторійський мис
45°08′54″ пн. ш. 33°17′00″ сх. д. / 45.14833° пн. ш. 33.28333° сх. д.
Євпаторійський мис (крим. Kezlev burun) — мис на узбережжі Каламітської затоки, розташований поблизу міста Євпаторія на заході Криму.

## Опис

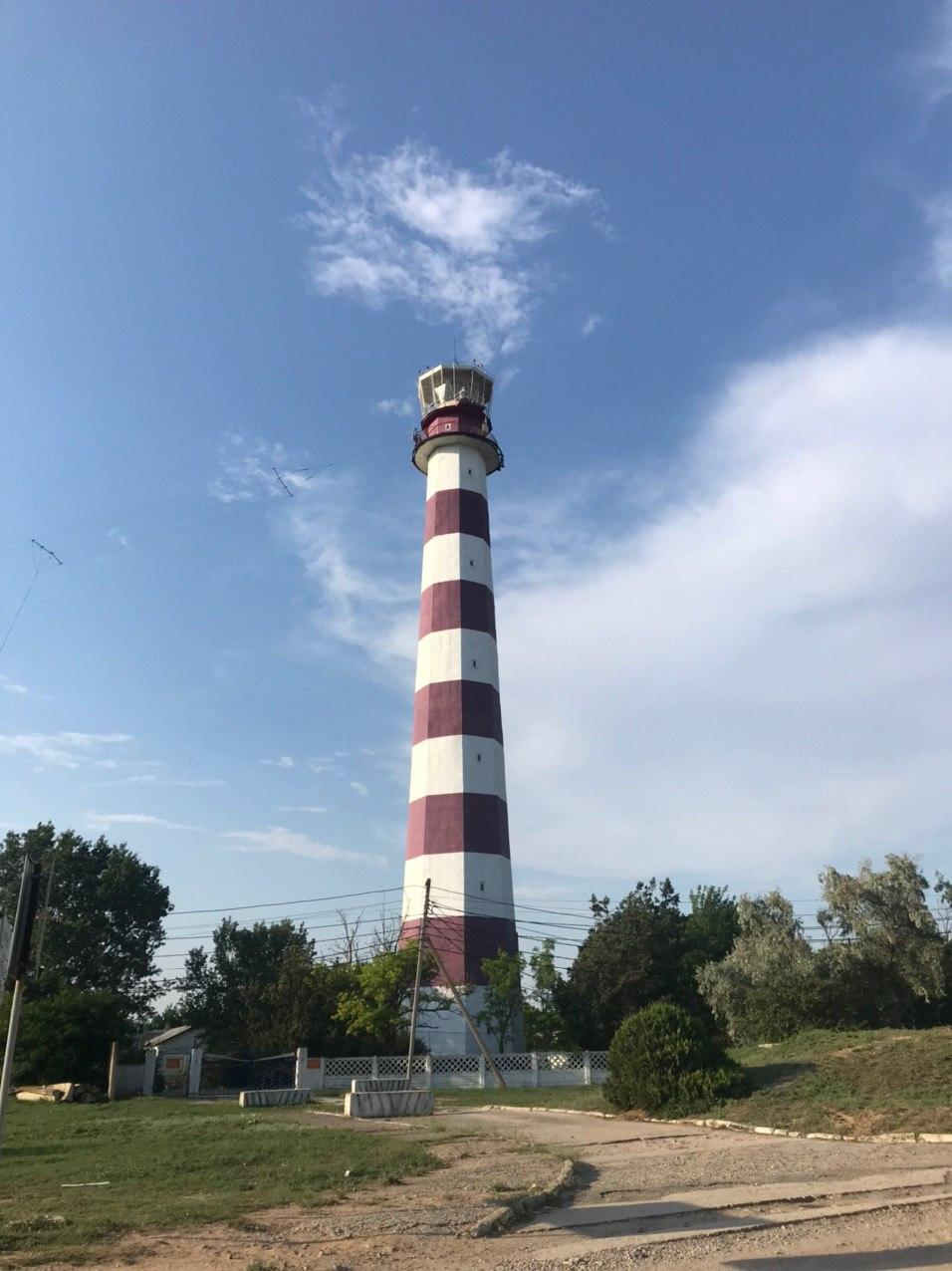
Євпаторійський маяк

На мисі розміщена житлова та туристична забудова (відпочинкові бази), це части села Заозерне.
На узбережжі мису розташований найвищий маяк Криму — Євпаторійський маяк. Його висота 52 м.
На мисі розташовані громадські пляжі.

## Природа
Мис має пологий рельєф із піщаними та черепашковими пляжами, характерними для Каламітської затоки.
Узбережжя приваблює відпочивальників завдяки чистій воді й доступності.
Район мису характеризується степовою рослинністю, а також наявністю солоних озер неподалік.